# أماليا مولينا
أماليا مولينا (بالإسبانية: Amalia Molina)‏ هي مغنية إسبانية، ولدت في 1881 في إشبيلية في إسبانيا، وتوفيت في 8 يوليو 1956 في برشلونة في إسبانيا بسبب سرطان.

## وصلات خارجية
- أماليا مولينا على موقع IMDb (الإنجليزية)